# Novotroïtsk
Novotroïtsk (en russe : Новотроицк) est une ville de l'oblast d'Orenbourg, en Russie. Sa population s'élevait à 83 647 habitants en 2020.

## Géographie
Novotroïtsk est située sur la rive droite du fleuve Oural, à la frontière du Kazakhstan, à 23 km à l'ouest de la ville d'Orsk, à 232 km à l'est-sud-est sud-est d'Orenbourg et à 1 455 km au sud-est de Moscou.

## Histoire
Novotroïtsk est fondée en 1920, mais se développe dans les années 1930 comme cité ouvrière pour les travailleurs du combinat métallurgique d'Orsk-Khalilovo. En 1945, Novotroïtsk reçoit le statut de ville.

## Population
Recensements (*) ou estimations de la population
| 1939* | 1959*  | 1970*  | 1979*  | 1989*   | 2002*   | 2006    | 2010*  |
| ----- | ------ | ------ | ------ | ------- | ------- | ------- | ------ |
| 2 567 | 54 484 | 83 439 | 94 647 | 106 084 | 106 315 | 103 900 | 98 173 |

| 2013   | 2014   | 2015   | 2016   | 2017   | 2018   | 2019   | 2020   |
| ------ | ------ | ------ | ------ | ------ | ------ | ------ | ------ |
| 95 095 | 93 578 | 91 640 | 89 905 | 88 216 | 86 474 | 84 897 | 83 647 |

## Économie
Novotroïtsk est une ville industrielle, dominée par le combinat métallurgique Ouralstal (ОАО Уральская Сталь, OAO Ouralskaïa Stal), qui emploie 17 000 salariés (2011)

## Personnalités
- Iossif Roudnitski (1888-1975), géologue, fondateur des villes de Novotroïtsk, Gaï et Mednogorsk, dans l'oblast d'Orenbourg.

## Sports
- FK NoSta Novotroitsk : club de football.